# T/T Calshot
Le T/T Calshot est un ancien tugboat et transporteur de passagers de l'ancienne compagnie de ferry britannique Red Funnel (en)

Il est enregistré comme bateau du patrimoine maritime du Royaume-Uni par le National Historic Ships UK  depuis 1993 et au registre de la National Historic Fleet.

## Histoire
Le Calshot est un remorqueur construit en 1929 par John I. Thornycroft & Company de Southamptonet achevé en 1930. À son lancement, il a été mis en service auprès des différents paquebots qui viennent dans le Solent ou dans l'estuaire de Southampton, sans stationner aux quais pour ne pas payer les frais d'amarrage, pour transborder les passagers. Il a également été utilisé pour augmenter la flotte d'excursion. Calshot est resté en service de Red Funnel de 1930 à 1964.
Au début de la Seconde Guerre mondiale, Calshot a été affecté par l'Amirauté britannique pour une utilisation à Scapa Flow. En 1942, il a été transféré à la rivière Clyde, où il a servi au transfert d'environ 1.500.000 militaires pour les deux paquebots transatlantiques de la Cunard Line, RMS Queen Elizabeth et RMS Queen Mary. En 1944, il est revenu à Southampton pour participer au Débarquement de Normandie.
Calshot a figuré en bonne place dans le film de 1952  de la British Transport Films "Ocean Terminal".
En 1964, Red Funnel a vendu le Calshot à une filiale de la Holland America Line, pour être utilisé auprès des paquebots Maasdam et Ryndam. Pour cela, il était basé en Baie de Galway en Irlande, et a été rebaptisé Galway Bay. Plus tard, il sera exploité par la compagnie irlandaise CIÉ (en) comme ferry entre Galway et les îles d'Aran.

## Préservation
En 1986, Calshot a été racheté par son port d'immatriculation Southampton, avec l'intention d'en faire la pièce maîtresse du musée maritime dans Ocean Village. En 1991 à 2011, il est resté amarré à quai. 
Calshot est l'un des trois seuls survivants de cette catégorie de navire de transbordement. Il est actuellement amarré à Southampton, où sa restauration est supervisée par la société Tug Tender Calshot Trust dans l'intention de l'exposer dans le cadre du Aeronautica Museum à Trafalgar Dock (Southampton) dont l'ouverture est initialement prévu en 2015. En 2012, Associated British Ports a refusé cet emplacement évoquant la nécessité de déménager les bâtiments de la Red Funnel Ferry .